# Violetta Elvin
Violetta Elvin, née Violetta Prokhorova le 3 novembre 1923 à Moscou et morte le 27 mai 2021, est une danseuse de ballet et actrice russe.

## Biographie
Née à Moscou le 3 novembre 1923, Violetta Elvin est la fille de Vassilie Prokhorov, un pionnier de l'aviation russe, et d'Irena Grimouzinskaya, une actrice. Dès l'âge de 9 ans, elle s'entraîne au sein de la troupe du Bolchoï et l'année suivante, elle se produit sur scène lors d'une mise en spectacle de Don Quichotte. Elle suit notamment les cours de Ielizaveta Gerdt. Elle tient le rôle principal dans des œuvres comme Le Lac des cygnes ou La Fontaine de Bakhtchissaraï avec la troupe de l'opéra de Tachkent.
Elle s'installe au Royaume-Uni en 1945, à l'âge de 22 ans, après avoir rencontré l'architecte Harold Elvin. Le couple divorce en 1952. De 1951 à 1956, elle tient le rôle de première ballerine au Sadler's Wells Theatre.
Elle a également joué dans plusieurs films comme La Reine des cartes en 1949, La Valse de Monte-Carlo en 1953 et Twice upon at time la même année. Elle se retire en Italie à la fin de sa carrière.